# Port lotniczy Alexandria
Port lotniczy Alexandria (IATA: AEX, ICAO: KAEX) – port lotniczy położony w mieście Alexandria, w stanie Luizjana, w Stanach Zjednoczonych.